# Die Unterhaltung
Die Unterhaltung, auch Unterhaltung oder Die Conversation (französisch La conversation chez la modiste), ist ein um 1882 entstandenes Werk des französischen Malers Edgar Degas. Das in Pastell auf Pappe ausgeführte Bild hat eine Höhe von 65 cm und eine Breite von 86 cm. Es zeigt die momenthafte Darstellung von drei Frauen in einem Hutgeschäft, die, anders als der Bildtitel vorgibt, nicht bei einer Unterhaltung, sondern schweigend nebeneinander porträtiert wurden. Das Bild gehört seit 1896 zur Sammlung der Nationalgalerie in Berlin und ist damit das erste Bild des Künstlers, das in ein deutsches Museum gelangte.

## Beschreibung
Museumsdirektor Hugo von Tschudi charakterisierte das Bild nach dem Ankauf für die Nationalgalerie wie folgt: „Zwei junge Mädchen liegen mit dem Oberkörper über einen teppichbedeckten Tisch. Sie sind in Straßentoilette. Alles drückt die Abspannung des Wartens aus. Eine dritte weibliche Figur lehnt über eine Fensterbrüstung.“ Kenntnisreich ergänzte er, dass die Kleidung der Mode vom Anfang der 1880er Jahre entsprach. Trotz dieser Beschreibung bleiben sowohl die räumliche Situation wie das Bildgeschehen undeutlich. Später beschrieb der Kunsthistoriker Claude Keisch die Bildkomposition mit ihrer asymmetrischen Konstruktion als „sperrig“. Sein Kollege Josef Kern sah hierin „eine durch die Kenntnis japanischer Kunst beeinflusste Komposition mit angeschnittenen Figuren“.
Das Bild zeigt einen Innenraum mit drei „eher sinnierenden Damen, von denen man eigentlich nur Hüte und Kleider wahrnimmt“, wie die Kuratorin Angelika Wesenberg feststellte. Der Blick geht in Schrägsicht auf einen breiten Tisch, der diagonal von der rechten unteren Ecke bis in die Bildmitte ragt. Darauf liegt ein bunter Teppich mit einem verschwommenen Muster aus Linien und Ornamenten. Über den Tisch beugen sich von rechts und links „ungeniert“ zwei Frauen. Beide haben die Arme angewinkelt. Die vorn von links ins Bild ragende Frau stützt sich mit beiden Unterarmen auf dem Tisch. Ihr von einem ausladenden Hut vollständig verdeckter Kopf ist nach unten gerichtet, sodass unklar ist, ob sie vor sich etwas ins Auge gefasst hat. Die andere Frau, die sich hinter ihr von rechts „befremdlich“ über den Tisch gebeugt hat, ist die einzige Person im Raum, deren Gesicht teilweise zu erkennen ist. Es erscheint im Profil, wird jedoch von der Krempe ihres roten Hutes zum Teil verdeckt. Auffallend ist das blasse, nahezu weiße Inkarnat. Die junge Frau hat die rechte Hand zum Kinn geführt und darauf den Kopf abgelegt, der linke Unterarm liegt stützend auf dem Tisch. Sie blickt vor sich, möglicherweise auf ein von der linken Hand gehaltenes blaues Papier, bei dem es sich um einen Brief handeln könnte. Die dritte Frau wird im Gegenlicht von hinten dargestellt. Sie hat sich von den beiden anderen Frauen abgewandt und blickt aus dem Fenster der Rückwand. Wie von Tschudi beschrieben, sind die drei Frauen in modische Straßenkleidung gehüllt. Die Kleider mit ihren langen Armen, der betonten Taille und der ausgestellten Gesäßpartie kennzeichnen sie als modische Städterinnen. Wichtige Accessoires sind zudem die langen geknöpften Handschuhe und die haubenartigen Hüte mit ihren Verzierungen.
Die auf den ersten Blick sparsame Farbpalette des Bildes weist bei genauer Betrachtung eine große Vielzahl von Farbnuancen auf. Neben den vorherrschenden Braun- und Ockertönen der Kleider, der gelben Wandfarbe, den blaugrünen Fenstervorhängen und dem blauen Papierstück finden sich weitere Farbvarianten vor allem im Teppich, aber auch im Hut der mittleren Frau. Da das Gesicht hell erleuchtet ist, aber nur wenig Licht durch das Fenster der Rückwand fällt, muss der Raum durch eine weitere Lichtquelle außerhalb des Bildes erhellt werden. Bekannt ist, dass Degas verschiedene Techniken kombinierte. So nutzte er neben Pastellkreide auch Gouache- oder Temperafarben und arbeitete dabei teilweise in mehreren Schichten übereinander. In seinem Bild Die Unterhaltung ist deutlich erkennbar, wie er Pinsel und Kreide abwechselnd einsetzte.
Bereits Hugo von Tschudi hatte 1896 festgestellt, dass der Bildtitel „nicht ohne ironischen Beigeschmack“ sei. Eine Auffassung, der sich der Autor Claude Keisch mehr als 100 Jahre später anschloss. Auch er sah „das befremdliche Versagen aller Kommunikation“, bei einem Werk, das als Die Unterhaltung betitelt ist. Das Pastell ist unten rechts mit „Degas“ signiert, aber nicht datiert.

## Hutgeschäfte im Werk von Degas
Degas hatte sich – anders als die Mehrheit seiner impressionistischen Malerfreunde – weniger der Landschaftsmalerei zugewandt, sondern schuf seit den 1870er Jahren vor allem Darstellungen des städtischen Lebens. Hierzu gehörten beispielsweise Motive beim Pferderennen, Szenen aus der Oper und vom Ballet, Bildnisse von Wäscherinnen und Büglerinnen sowie eine Reihe von Werken, die Frauen in Hutgeschäften zeigen. Neben Arbeiten in Öl auf Leinwand nutzte er dabei verstärkt auch Pastelltechniken, um „charakteristische Augenblicke und Haltungen“ und „die feinsten malerischen Effekte“ zu skizzieren.
Bereits der französische Titel La conversation chez la modiste gibt einen direkten Hinweis auf ein Hutgeschäft als Ort des Bildgeschehens. Degas schuf um 1882 eine Reihe von Werken, in denen er Frauen im Geschäft einer Modistin zeigte. Zwar fehlen im Pastell Die Unterhaltung die auf Ständern ausgestellten Hutmodelle, die in weiteren Bildern dieser Gruppe den deutlichen Hinweis auf einen Hutmacherladen geben, aber die eleganten Damen mit ihren aufgesetzten Hüten sowie die Schilderung der räumlichen Situation gleichen den anderen Arbeiten dieser Zeit.
Zu dieser Reihe gehört das zwischen 1879 und 1886 in Ölfarben gemalte Bild Chez la modiste (Art Institute of Chicago), in dem die ausgestellten Hutmodelle auf einem Tisch den wesentlichen Ortshinweis geben. In diesem Gemälde hält eine aufrecht sitzende Frau mit prüfendem Blick ein Hutmodell in den Händen. Im Hintergrund ist ein Fenster zu sehen, das sich in ähnlicher Weise auch im Bild Die Unterhaltung findet. Das um 1885 entstandene Pastellbild Chez la modiste (Privatsammlung) ist vermutlich eine dazugehörende Skizze. Es zeigt die Kundin im Geschäft ebenfalls bei der Begutachtung eines Hutes. Sie hat jedoch eine sehr viel lässigere Haltung eingenommen und lehnt sich mit dem Ellbogen abstützend seitlich nach hinten auf den Tisch. Noch komplexer ist die Haltung der Frau in La modiste (Metropolitan Museum of Art, New York), ein Pastellbild, das ebenfalls um 1882 entstanden ist. Sie scheint bei der Betrachtung eines Hutmodelles auf einer Stange in Gedanken versunken zu sein und hat dabei ihren Kopf bis fast auf den Tisch geneigt. Sehr viel formaler wirken hingegen die beiden jungen Frauen im Pastellbild Chez la modiste (Museo Thyssen-Bornemisza, Madrid) von 1882, die aufrecht sitzend bei den Hutanprobe gezeigt werden. All diese Werke verbindet Degas’ Blick auf das „künstliche Paradies der modernen Modewelt“.

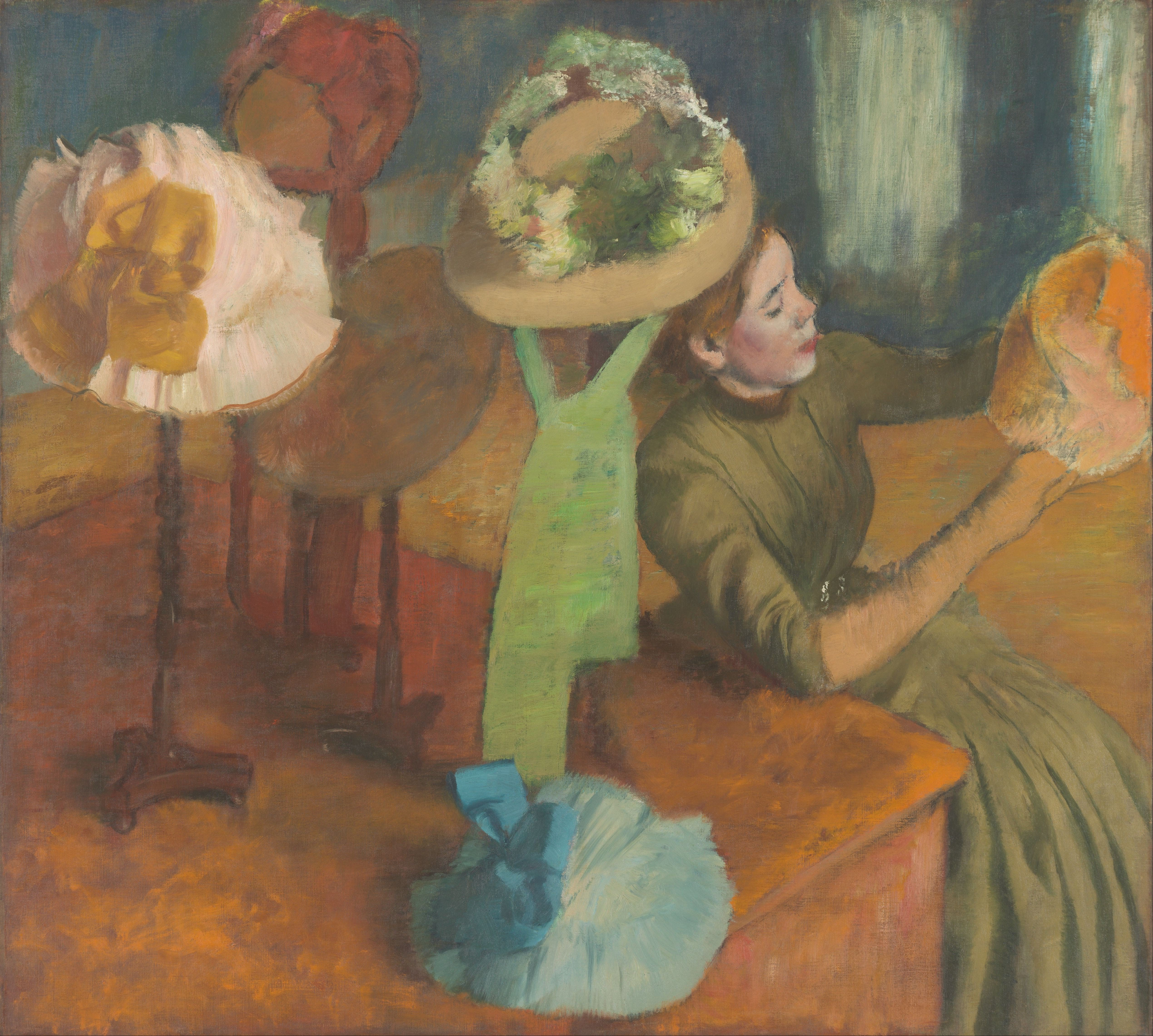
Edgar Degas: Chez la modiste, 1879–1886, Art Institute of Chicago
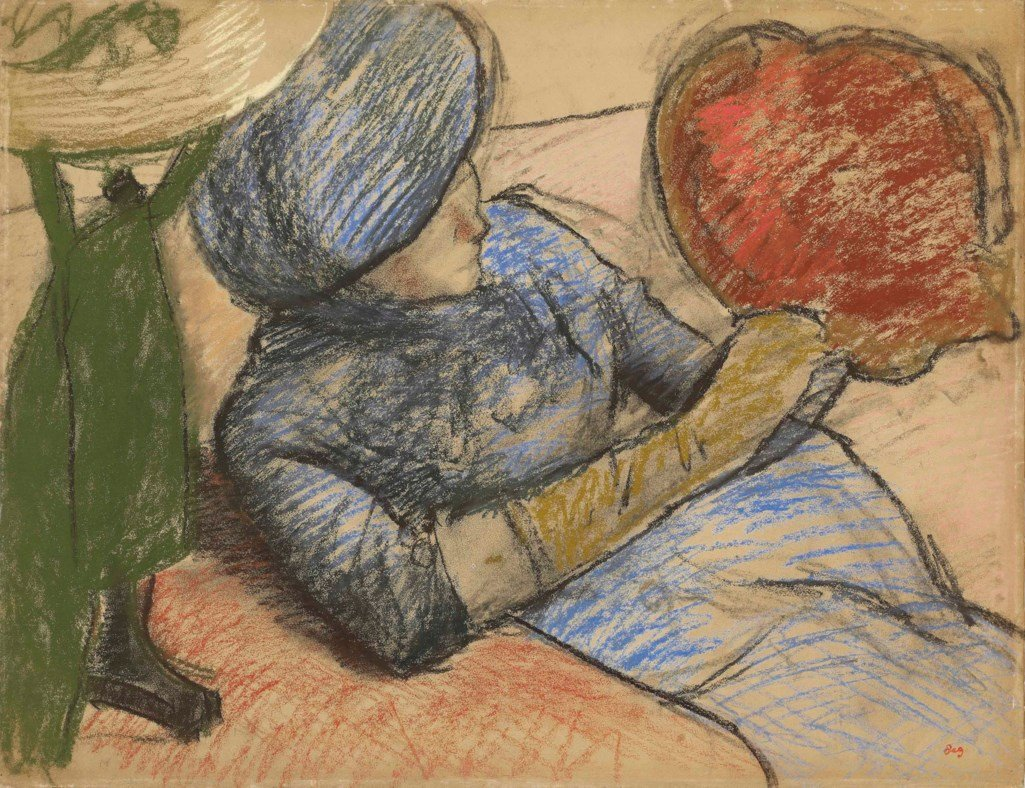
Edgar Degas: Chez la modiste, um 1885, Privatsammlung
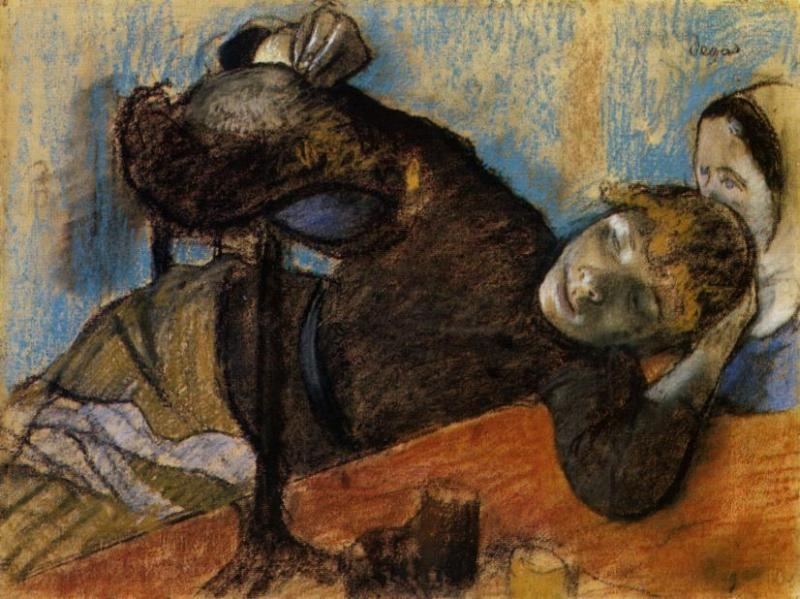
Edgar Degas: La modiste, um 1882, Metropolitan Museum of Art New York
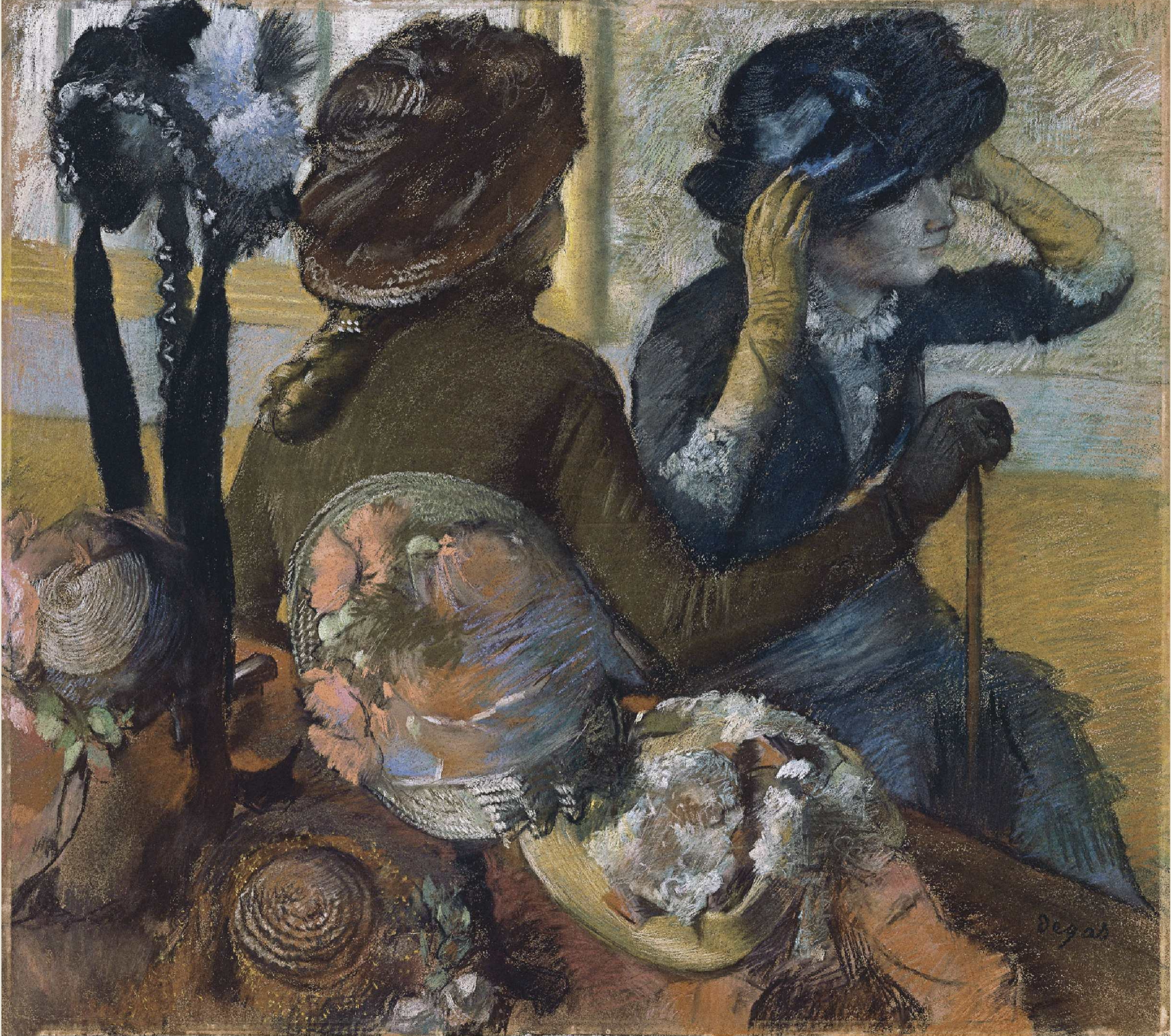
Edgar Degas: Chez la modiste, 1882, Museo Thyssen, Madrid
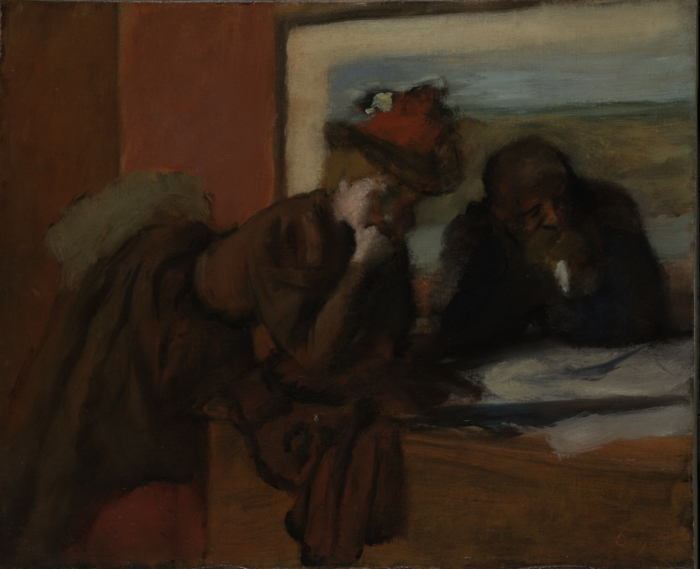
Edgar Degas: La causerie, um 1895, Yale University Art Museum, New Heaven

Das Thema der Konversation, insbesondere der zwischen Frauen, griff Degas seit 1870 wiederholt in seinen Arbeiten auf. Häufig sind es Damen in modischer Kleidung, die er in unterschiedlichsten Situationen beim Gespräch darstellte. Mit einem besonderen Sinn für Ironie betitelte er jedoch auch einige Bilder als Conversation, in denen das Gespräch – meist zwischen Mann und Frau – entweder vorübergehend oder gar vollständig beendet war. Beispielsweise zeigt Degas im 1895 entstandenen Bild La causerie (deutsch: Plauderei) (Yale University Art Gallery, New Haven) einen Mann und eine Frau, die sich wie die Frauen im Bild Die Unterhaltung über einen Tisch beugen, ohne dabei Blicke auszutauschen oder ein Gespräch zu führen. Diese schweigende Nähe kann dabei auch als „eine Geste der Vertrautheit und Zuneigung“ gesehen werden. Bei den Frauen in Die Unterhaltung scheint es der Moment eines stillen Tête-à-Têtes mit Freundinnen beim Hutmacher zu sein, wie die Autorin Jane Munro bemerkte.

## Provenienz
Degas verkaufte das Bild im April 1885 an den Kunsthändler Paul Durand-Ruel. Anschließend erwarb es der Kunstschriftsteller Théodore Duret. Er ließ seine Sammlung mit Gemälden und japanischen Objekten des Kunsthandwerks am 19. April 1894 in der Pariser Galerie von Georges Petit versteigern, darunter auch Die Unterhaltung von Degas. Der Künstler war hierüber sehr verärgert, da er Duret bis dahin als Freund ansah und nicht verstand, dass dieser das Werk ohne finanzielle Not veräußert hatte. Käufer des Pastellbildes war erneut Durand-Ruel. Dieser verkaufte das Bild an Hugo von Tschudi, den neuen Direktor der Berliner Nationalgalerie, der 1896 zusammen mit dem Maler Max Liebermann nach Paris gekommen war, um zeitgenössische französische Kunstwerke für das Museum auszusuchen. Vor Ort wurde zunächst das Gemälde Im Wintergarten von Édouard Manet erworben. Nachdem das Bild in Berlin eintraf, fragte Tschudi bei Durand-Ruel nach weiteren Werken von Künstlern wie Claude Monet und Edgar Degas, die je um 5000 Franc kosten sollten. Der Händler bot verschiedene Werke an, die jedoch nicht von Tschudi selbst, sondern von einem namentlich nicht bekannten Freund ausgesucht wurden. Tschudi erwarb schließlich am 6. November 1896 Monets Gemälde Ansicht von Vétheuil und Degas’ Bild Die Unterhaltung für zusammen 14.500 Franc. Den Kaufpreis für Die Unterhaltung, im Katalog der Nationalgalerie angegeben mit 7000 Mark, finanzierte der Unternehmer Oscar Huldschinsky.
Das zunächst Die Conversation genannte Pastell und Manets Im Wintergarten waren jeweils die ersten Arbeiten der Künstler, die in ein deutsches Museum gelangten. Diesen Umstand griff der französische Journalist Gustave Geffroy in seinem 1897 erschienenen Artikel De Paris à Berlin auf und kritisierte zugleich die französische Kulturverwaltung, die solche Ankäufe neuerer Kunst versäumte. Geffroy betitelte das Werk als Femme causant (sinngemäß Sich unterhaltende Frauen) und lobte, es sei „von einer gedämpften, seltenen Pracht“. Tschudi war mit seiner Ankaufspolitik für die Nationalgalerie ein „Vorreiter“, dem andere deutsche Museen erst mit einigem Abstand folgten. So erwarb die Kunsthalle Bremen 1904 von Degas eine Tänzerin, 1912 kaufte das Städel-Museum in Frankfurt am Main das Gemälde Die Orchestermusiker.
Als Ludwig Justi, Tschudis Nachfolger als Museumsdirektor, Ende der 1920er Jahre versuchte Werke von Vincent van Gogh für die Nationalgalerie zu erwerben, stand Degas’ Bild Die Unterhaltung zeitweise als Tauschobjekt zur Diskussion, da für derartige Ankäufe die notwendigen Finanzmittel fehlten. In einem Brief vom 2. April 1929 an den Pariser Kunsthändler Paul Rosenberg nahm Justi dieses Angebot jedoch wieder zurück und erklärte, dass Tschudis Ankauf des Degas-Werkes „zu den Ruhmestaten der Galerie gehörte“. Nach der Auslagerung der Bestände der Nationalgalerie im Zweiten Weltkrieg und deren Teilung in der Nachkriegszeit gehörte Die Unterhaltung zum Bestand der Nationalgalerie auf der Museumsinsel im Ostteil der Stadt. Nach der Wiedervereinigung der Museumsbestände ist das Bild am selben Ort Teil der Dauerausstellung der Bestände des 19. Jahrhunderts der Nationalgalerie, in der es mit der Inventarnummer A 1 552 verzeichnet ist.

## Rezeption
Kurz nach der ersten öffentlichen Präsentation des Bildes in der Berliner Nationalgalerie schrieb der Kunsthistoriker Woldemar von Seidlitz in der Zeitschrift Pan über die Neuerwerbung. Das Werk sei „künstlerisch … ein vortreffliches, ernstes Bild“, bereite jedoch „dem Verständnis nicht geringe Schwierigkeiten“. Er unterstrich die Reduktion der Farben auf das seinerzeit „beliebte Havanna-Braun“. Zugleich bemängelte er: „Aber das Gegenständliche spricht gar nicht mit, hat dem Beschauer nichts zu sagen.“ Abschließend stellte er fest: „Die paar Damen, die sich auf den Tisch gebeugt rekeln … könnten eben so gut durch Kleiderpakete oder andere unbelebte Gegenstände ersetzt sein“.
Der Kunstkritiker Karl Scheffler urteilte 1912, das „Gelegenheitswerk“ Konversation sei „unklar in der Situation“ und würde nur Reize ausüben, aber keinen „bleibenden Eindruck“ hervorbringen. 1963 würdigte Vera-Maria Ruthenberg, Leiterin der Nationalgalerie in Ost-Berlin, das Werk als „charakteristisch für die Kunst von Edgar Degas“. Die Kuratorin Angelika Wesenberg lobte Die Unterhaltung mehrere Jahrzehnte später als „ein Meisterstück“ der „flüchtigen Alltagspoesie“.